# تارا لین بر
 تارا لین بر (انگلیسی: Tara Lynne Barr؛ زادهٔ ۲ اکتبر ۱۹۹۳) هنرپیشه اهل ایالات متحده آمریکا است. وی از سال ۲۰۰۴ میلادی تاکنون مشغول فعالیت بوده‌است.
از فیلم‌هایی که در آن به ایفای نقش پرداخته میتوان به خدا آمریکا را در پناه خود نگه دارد و مجموعه آکواریوس اشاره کرد.